# Hilding Kjellman
Hilding Kjellman (* 22. Mai 1885 in Uppsala; † 17. Juli 1953 ebenda) war ein schwedischer Romanist und Provenzalist mit 17-jähriger Tätigkeit als Regierungspräsident.

## Leben und Werk
Gustav Hilding Kjellman promovierte mit La construction de l'infinitif dépendant d'une locution impersonnelle en français des origines au XVe siècle (Uppsala 1913) und war (nach Lehre in Uppsala und Stockholm) von 1923 bis 1935 Professor für Romanische Sprachen an der Universität Göteborg (1931–1935 auch Prorektor). Dann war er Regierungspräsident (Landshövding) der Provinzen Hallands län (1935–1943) und Uppsala län (1943–1952).
Kjellman machte sich um den Sport und den Tourismus verdient. Er war Ritter der Ehrenlegion und Träger zahlreicher Auszeichnungen. 1928 wurde er in die Kungliga Vetenskaps- och Vitterhetssamhället i Göteborg, 1944 in die Kungliga Humanistiska vetenskapssamfundet i Uppsala aufgenommen.
Hilding Kjellman war der Sohn des Botanikers Frans Reinhold Kjellman (1846–1907).

## Weitere Werke
- (Hrsg.) Version anglo-normande inédite du Miracle de S. Théophile, Uppsala 1914
- La construction moderne de l'infinitif dit sujet logique en français. Etudes de syntaxe historique, Uppsala 1919
- Mots abrégés et tendances d'abréviation en français, Uppsala 1920
- (Hrsg.) Le troubadour Raimon-Jordan vicomte de Saint-Antonin. Edition critique accompagnée d'une étude sur le dialecte parlé dans la vallée de l'Aveyron au XIIe siècle, Uppsala 1922
- (Hrsg.) La deuxième collection anglo-normande des miracles de la Sainte Vierge et son original latin, Paris 1922, Genf 1977
- Ur Syd-Frankrikes kulturvärld. Den nyprovençalska rörelsen under 1800-talet, Stockholm 1927
- Étude sur les termes démonstratifs en provençal,  Göteborg 1928
- (Hrsg.) Denis Piramus, La vie seint Edmund le Rei. Poème anglo-normand du XIIe siècle, Göteborg 1935, Genf 1974